# My baby loves voodoo!
My baby loves voodoo! is het debuutalbum van de Nederlandse band My Baby. Het album werd op 13 november 2013 uitgebracht door het Amsterdamse jazz- en hiphoplabel Embrace Recordings. Het album verscheen op cd, genummerd rood vinyl en als MP3.
Het album is genomineerd voor een Edison in de categorie Jazzism Publieksprijs.

## Tracklist
Alle muziek en teksten zijn geschreven door Cato van Dijck, Daniel de Vries, Joost van Dijck, Mickey Smid, Rob Allen en Yvo Sprey, behalve tracks 10 en 13. 
| Nr. | Titel                        | Duur  |
| --- | ---------------------------- | ----- |
| 1.  | No depression                | 03:53 |
| 2.  | Mad mountain thyme           | 04:08 |
| 3.  | Out on gin                   | 04:51 |
| 4.  | Money man                    | 04:17 |
| 5.  | Juno moneta                  | 03:54 |
| 6.  | Singin' in chains            | 02:47 |
| 7.  | Got a habbit                 | 03:50 |
| 8.  | Take it as a warning         | 03:29 |
| 9.  | Shameless                    | 03:23 |
| 10. | Masters of war (Bob Dylan)   | 06:06 |
| 11. | Leave for good               | 03:04 |
| 12. | Tribulations                 | 02:21 |
| 13. | Good gin blues (Bukka White) | 03:13 |

## Credits

### Bezetting

#### Vaste bezetting
- Cato van Dijck
- Joost van Dijck
- Daniel de Vries
- Mickey Smid

#### Gastmuzikanten
- Sofie van Dijck
- Jett Rebel
- Yvo Sprey
- Wilko Sterke
- Maarten Vinkenoog
- Xander Vrienten
- Coos Zwagerman

### Productie
- Mickey Smid (opname)